# Myriam Sylla
Myriam Fatime Sylla (née le 8 janvier 1995 à Palerme) est une volleyeuse italienne.

## Biographie
Myriam Sylla est réceptionneuse-attaquante de l'équipe nationale italienne et de l'Imoco.
Elle remporte la médaille de bronze lors du Championnat du monde 2022, compétition où elle est élue meilleure réceptionneuse-attaquante.

## Palmarès

### Sélection nationale
- Championnat du monde
  -  : 2018.
  -  : 2022.
- Grand Prix mondial
  -  : 2017.
- Championnat d'Europe
  -  : 2021.
  -  : 2019.
- Montreux Volley Masters (1)
  -  : 2018.

### Clubs
- Championnat du monde des clubs (1)
  - Vainqueur : 2019.
  - Finaliste : 2021.
- Ligue des champions (1)
  - Vainqueur : 2021.
  - Finaliste : 2019.
- Championnat d'Italie (3)
  - Vainqueur : 2019, 2021, 2022.
- Supercoupe d'Italie (4)
  - Vainqueur : 2018, 2019, 2020, 2021.
- Coupe d'Italie (4)
  - Vainqueur : 2016, 2020, 2021, 2022.
  - Finaliste : 2019.